# De grønne is
De grønne is er en dansk børnefilm fra 2002, der er instrueret af Kirsten Addemos og Leif Jappe. Filmen handler om god og dårlig samvittighed - en universel følelse, der gælder, hvad enten man er barn i Thailand eller Danmark.

## Handling
Kwuans veninde spørger, om de skal følges hjem fra skole, veninden har penge til is, men Kwuan får kun et enkelt slik af isen. Kwuan går skuffet hjem, men bliver sendt til købmanden af sin mor med penge til vaskepulver. Hun køber en grøn is til sig selv for nogle af pengene, men taber isen af lutter nervøsitet og dårlig samvittighed. Kwuan får dog lejlighed til at gøre alt godt igen - ja mere end det - og belønnes med både is og anerkendelse for sin ærlighed.